# Menjamel tui
El menjamel tui (Prosthemadera novaeseelandiae) és un ocell de la família dels melifàgids (Meliphagidae) i única espècie del gènere Prosthemadera Gray, 1840.

## Hàbitat i distribució
Habita boscos i vegetació secundària a Nova Zelanda i les properes Auckland, Kermadec i Chatham.